# Brusand
Brusand este o localitate din comuna Hå, provincia Rogaland, Norvegia, cu o suprafață de 0,2 km² și o populație de 416 locuitori (2013).